# Ԕ
Ԕ, ԕ (w Unikodzie nazywana lha) – ligatura rozszerzonej cyrylicy, wykorzystywana w alfabecie moksza do 1927 r. Używana była do oznaczania dźwięku [ l̥ ]. We współczesnym alfabecie moksza jej odpowiednikiem jest dwuznak лх.

## Kodowanie
| Znak                   | Ԕ                           | Ԕ                           | ԕ                         | ԕ                         |
| ---------------------- | --------------------------- | --------------------------- | ------------------------- | ------------------------- |
| Nazwa w Unikodzie      | Cyrillic Capital Letter Lha | Cyrillic Capital Letter Lha | Cyrillic Small Letter Lha | Cyrillic Small Letter Lha |
| Kodowanie              | dziesiątkowo                | szesnastkowo                | dziesiątkowo              | szesnastkowo              |
| Unicode                | 1300                        | U+0514                      | 1301                      | U+0515                    |
| UTF-8                  | 212 148                     | d4 94                       | 212 149                   | d4 95                     |
| Odwołania znakowe SGML | &#1300;                     | &#x0514;                    | &#1301;                   | &#x0515;                  |